# Bethany (Missouri)
Bethany è un comune degli Stati Uniti d'America, situato nello Stato del Missouri, nella contea di Harrison, della quale è il capoluogo.